# Хаутерода
Хаутерода (нем. Hauteroda) — община в Германии, в земле Тюрингия. 
Входит в состав района Кифхойзер. Подчиняется управлению Ан дер Шмюкке.  Население составляет 558 человек (на 31 декабря 2010 года). Занимает площадь 12,65 км².